# Мелітопольський автогідроагрегат (Агат)

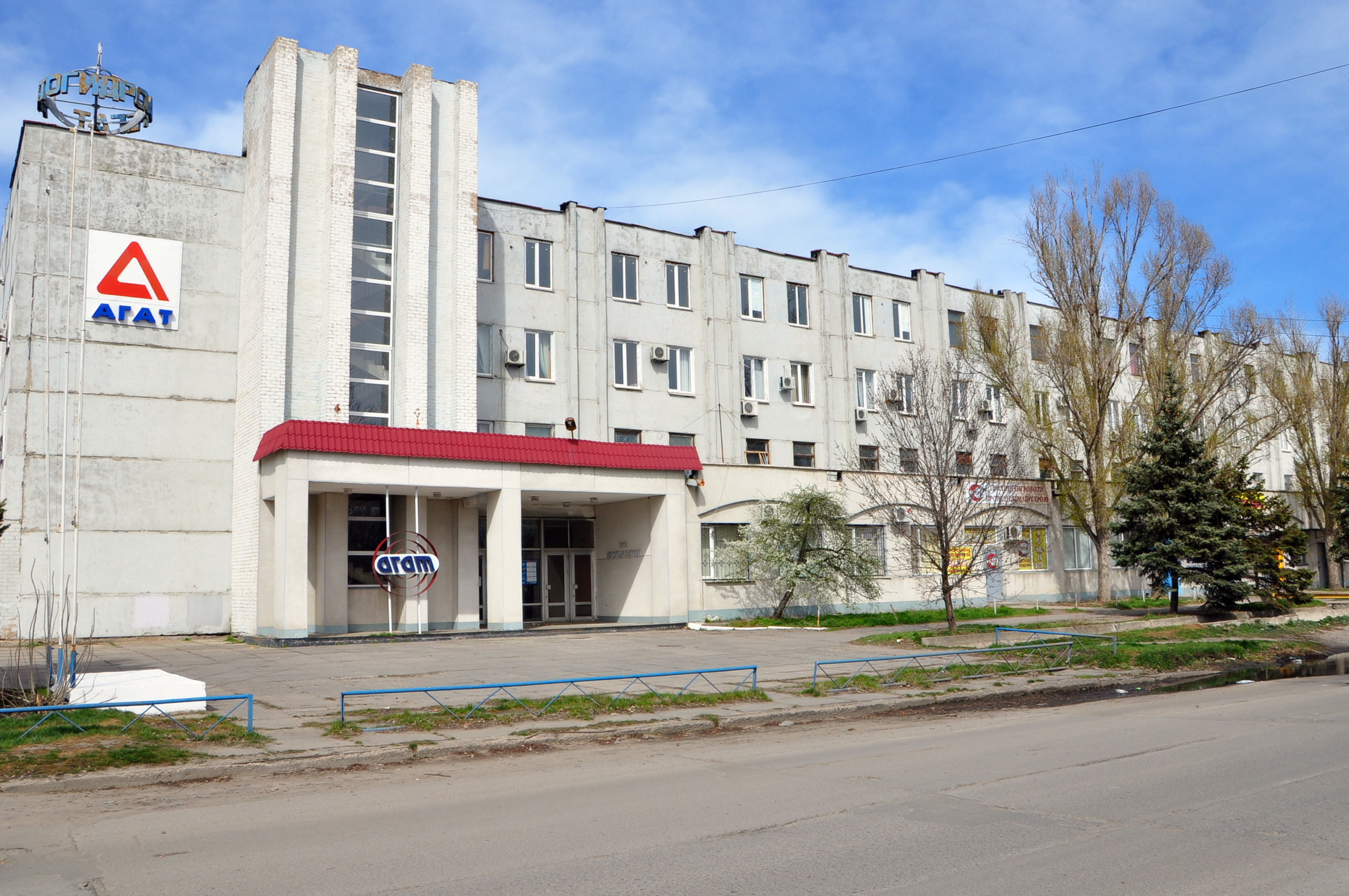
Мелітопольський автогідроагрегат

ТОВ «Мелітопольський автогідроагрегат» (Агат) підприємство в м. Мелітополь, виробляє гідравлічні пристрої для автомобілів — амортизатори, циліндри зчеплення і гальмівні циліндри.
1928 рік заснування — тракторна майстерня, пізніше ремонтний завод двигунів.
1977 рік модернізація, переоснащення і нова назва Автогідроагрегат.
Продукція, що випускається продається під брендом Агат. Модельний ряд — ЗАЗ, АЗЛК, ВАЗ, ГАЗ, ЗІЛ, ПАЗ, КаМАЗ, УАЗ, Рено, Богдан, ЛіАЗ.
Постачальник комплектуючих на конвеєр ЗАЗа та ГАЗа. Для ЗАЗ 1102 та моделей на її базі амортизатори і гальмівні циліндри, тобто повністю вся гідравліка.
Інформація на 2018 рік. Код 30952117. Адреса м. Мелітополь, ІНТЕРКУЛЬТУРНА 21/1, 72312. Керівник Ярчук Віталий Анатолійович. Власник Балицький Віталій Броніславович, батько Євгена Балицького.
Не плутати з Гідросила МЗТГ (Мелітопольський завод тракторних гідроагрегатів).